# Nykøbing FC
Nykøbing FC är en dansk professionell fotbollsklubb i Nykøbing Falster på Falster. Klubben tävlar i danska 1st Division, den andra nivån i det danska ligasystemet, och spelar sina hemmamatcher på CM Arena.

## Historia

### Sammanslagning (1994–2013)
Nykøbing FC bildades den 1 juli 2013 genom en sammanslagning av regionala lag B.1901 och B.1921. Flytten inleddes med målet att utveckla ungdomsfotboll i Guldborgsund Kommune för att stärka det första laget och därmed behålla uppdelningsstatus. Innan klubben tog namnet Nykøbing FC, var klubben känd som Nykøbing Falster Alliancen (NFA), som också var en överbyggnad mellan B.1901 och B.1921 som grundades den 1 januari 1994. Senare, mellan 2006 och 2013, gick denna klubb också under namnet Lolland Falster Alliancen (LFA).
Lolland Falster Alliancen hade, före grundandet av Nykøbing FC, en tumult existens mellan andra nivå och tredje nivå. Den 18 juni 2006 resulterade deras 3–4 nederlag mot Lyngby Boldklub i säsongens sista match i nedgång till tredje nivån, efter att ha tillbringat 3 år i den andra nivån. De tillbringade emellertid bara en säsong på denna nivå och uppmuntrades tillbaka till andra divisionen efter att ha slagit KB med 5–0 den 3 juni 2007.

### Superliga 2020(2015–nu)
Under 2015, två år efter lanseringen av den nya sammanslagningen mellan B.1901 och B.1921, lanserade Nykøbing FC projektet Superliga 2020, med ett uttalat mål om att främja till den danska Superligaen 2020. Projektet lanserades när danska kändis-kocken Claus Meyer, komikern Mick Øgendahl och före detta fotbollsspelaren Claus Jensen investerade miljoner i klubben och blev stora aktieägare. Denna vision justerades om 2019, i stället inriktade han på upprymning till danska Superliga år 2022 med 50% av teamet som hemodlades. Den 7 januari 2020 kombinerade Claus Jensen sin roll som investerare i klubben med en ny roll som klubbchef, medan huvudtränaren Brian Rasmussen tillträdde positionen som förstagstränare.

## Säsong till säsong
| Säsong  | Tier | Division | Plats | Danska cupen    |
| ------- | ---- | -------- | ----- | --------------- |
| 2013/14 | 3    | 3        | 9:e   | Tredje omgången |
| 2014/15 | 3    | 3        | 5:e   | Andra rundan    |
| 2015/16 | 3    | 3        | 3:e   | Första omgången |
| 2016/17 | 2    | 2        | 7:e   | Andra omgången  |
| 2017/18 | 2    | 2        | 8:e   | Andra rundan    |
| 2018/19 | 2    | 2        | 8:e   | Tredje omgången |
| 2019/20 | 2    | 2        | 10:e  | Tredje omgången |

- 4 säsonger i danska 1:a divisionen
- 3 säsonger i danska 2:a divisionen

## Nuvarande trupp
| No. |         | Position | Spelare                 |
| --- | ------- | -------- | ----------------------- |
| 1   | Denmark | GK       | Jannich Storch          |
| 2   | Denmark | DF       | Simon Schultz           |
| 3   | Denmark | DF       | Gustav Kjeldsen         |
| 4   | Kanada  | MF       | Jordan Wilson           |
| 6   | Denmark | DF       | Marcus Backmann         |
| 7   | Denmark | MF       | Mathias Thrane          |
| 8   | Denmark | MF       | Mathias Gehrt           |
| 10  | Denmark | MF       | Søren Christensen       |
| 11  | Denmark | FW       | Mikkel Dahl             |
| 12  | Denmark | MF       | Mads Carlson            |
| 13  | Denmark | MF       | Lars Pleidrup (captain) |

| No. |               | Position | Spelare                               |
| --- | ------------- | -------- | ------------------------------------- |
| 15  | Denmark       | MF       | Nikolaj Bonde                         |
| 16  | Denmark       | FW       | Mathias Kristensen                    |
| 18  | Denmark       | DF       | Andreas Jørgensen                     |
| 19  | United States | DF       | Chris Thorsheim                       |
| 20  | Denmark       | FW       | Sebastian Koch                        |
| 22  | Denmark       | DF       | Mikkel Andersen                       |
| 23  | Denmark       | DF       | Benjamin Lauridsen                    |
| 25  | Denmark       | GK       | Sebastian Olsen                       |
| —   | Denmark       | MF       | Emilio Simonsen (on loan from Lyngby) |
| —   | Denmark       | DF       | Jacob Egeris                          |

## Arenan
Nykøbing FC spelar sina hemmamatcher på Nykøbing Falster Idrætspark som heter CM Arena av sponsorsskäl. Den har en kapacitet på cirka 10 000 och invigdes 1987.

## Kända spelare
Obs: denna lista innehåller spelare som har spelat i minst 100 ligamatcher och / eller har nått internationell status.
| - Jordan Wilson - Lars Pleidrup - Kasper Jensen - Søren Christensen | - Anders Due - Jonas Kamper - Esben Hansen - Kim Christensen |

## Tränare
| Nykøbing Falster Alliancen - Finn Petersen (1994–96), (1998–99) - Jan Øster (1996) - Peter Bonde (1997–98) - Jesper "Købmand" Pedersen (2000) - Carsten Broe (2000–06) | Lolland-Falster Alliancen - Tom Nielsen (2006–07) - Jens Olsen (2008) - Per Berg Larsen (2008), (2008) - Jesper Hansen (2008) - Jesper Tollefsen (2009–11) - Jeppe Tengbjerg (2011–13) - Jan Jacobsen (2013–14) | Nykøbing FC - Jens Olsen (2014–19) - Brian Rasmussen (2019–20) - Claus Jensen (2020–) |